# Ezequiel Ponce
Ezequiel Ponce (Rosario, 29 de março de 1997) é um futebolista profissional argentino que atua como atacante. Atualmente, joga no Houston Dynamo.

## Carreira

### Newell's Old Boys
Ezequiel Ponce começou a carreira no Newell's Old Boys, no clube de Rosário atuou de 2013 a 2015. 

### Roma
Depois, foi vendido para a Roma por cinco milhões de euros. Em agosto de 2016, foi emprestado ao Granada.

### AEK Atenas
Em 2018, foi emprestado ao AEK Atenas.